# Caraguatay (Misiones)

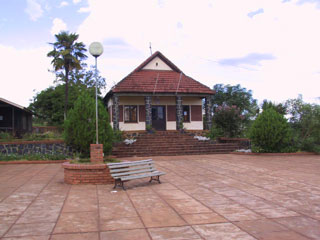
Uma praça de Caraguatay

Caraguatay é uma cidade argentina da província de Misiones, localizado dentro do departamento Montecarlo. Fica a uma latitude de 26° 36' Sul e a uma longitude de 54° 46' Oeste.
O município conta com uma população de 3.287 habitantes segundo o Censo do ano 2001 (INDEC).